# Energía en Senegal
En abril de 2020, el sector de la energía en Senegal tiene una potencia instalada de 864 MW.  La energía es producida por operadores privados y vendida a la corporación energética Senelec. Según un informe de 2020 de la Agencia Internacional de Energía, Senegal tenía casi el 70 % del país conectado a la red nacional. Las estrategias gubernamentales actuales para la electrificación incluyen inversiones en energía solar, fuera de la red y con conexión a la red.
La mayoría de la producción de energía procede de combustibles fósiles, mayoritariamente diésel y gas (733 de 864 MW). Una cantidad creciente de la producción de energía proviene de fuentes sostenibles, como la Presa Manantali en Malí y una granja eólica inaugurada en 2020 en Thiès, sin embargo, es todavía un porcentaje reducido de la producción total. A pesar de aumentos en producción en la década de 2010, la economía está frenada frecuentemente por carencias de energía que no cubren la demanda.

## Sector eléctrico
De acuerdo con la reforma institucional de 1998, el sector eléctrico de Senegal se dividió en tres entidades: Senelec, empresa nacional de servicios públicos, la Agencia Senegalesa para la Electrificación Rural (ASER) y la Comisión de regularización de la Electricidad Tablero Regulador (Comisión de Regulación del Sector Eléctrico, CRSE).
La generación de electricidad, principalmente en régimen de construcción-explotación, está abierta al sector privado. Senelec, el único comprador, firma contratos de compra de energía con productores de energía independientes (IPPs).

## Producción de electricidad

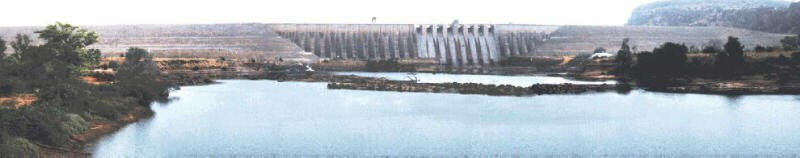
La Presa de Manantali en Malí genera parte de las demandas de electricidad de Senegal.

La principal fuente de electricidad en Senegal es sobre todo el diésel y el gas, con una capacidad instalada de 633 MW. Las energías renovables deberían constituir el 30 % del mix de fuentes de energía del país y Taïba Ndiaye suministrará la mitad.

### Producción con combustibles fósiles
- La compañía General Electric /GTI Dakar IPP, que suministra aproximadamente el 20 % de las necesidades eléctricas de Senelec, se puso en marcha en 1998. Tiene una capacidad instalada de 56 MW.
- En línea desde enero de 2008, el segundo IPP Kounoune 1 - 67,5 MW - fue parcialmente financiado por la Corporación Financiera Internacional, con Mitsubishi y Matelec S.A.L, una división del grupo Doumet de Líbano, como socios estratégicos.
- En 2016 otro operador IPP, ContourGlobal puso en marcha una planta de energía diesel de 88 MW con motores Wartsila y una turbina de vapor en Cap de Biches.

### Producción con energías renovables
- Parte de la hidroelectricidad generada en la Presa de Manantali en Malí se distribuye entre Senegal, Malí y Mauritania. Manantali tiene una capacidad instalada de 200 MW que se distribuye según los siguientes porcentajes: 52 % para Malí, 15 % para Mauritania y 33 % para Senegal (66 MW).
- En 2019, cinco plantas solares empezaron a funcionar en Senegal: Senergy (30 MW), Ten Merina (30 MW), Malicounda (22 MW) y dos plantas de 20 MW de capacidad gestionadas por Engie.[6]
- El parque eólico Taiba NDiaye se finalizó en enero de 2020. Es el parque eólico más grande  en África occidental y cuándo estén finalizadas las 46 turbinas en junio, suministrará 158MW de electricidad, lo que supone hasta el 15 % del suministro total de Sinelec.[7] El coste de construcción ha sido de 200 mil millones Francos CFA (€342 millones). El parque eólico está localizado en Thiès (86 km al norte de Dakar), barrido por el harmattan y los vientos Atlánticos. Las turbinas proporcionarán electricidad a dos millones de personas. La oposición al proyecto se quejó de la baja compensación por las tierras y los árboles que fueron eliminados.[5]

## Disparidades entre demanda y suministro de electricidad
Senelec se enfrenta a un déficit crónico de producción de electricidad, que ha empeorado debido a la creciente demanda de electricidad - se estima que el aumento medio de la demanda durante 2005-2009 es del 7 %, lo que representa un consumo de electricidad de 1.933 TWh en 2005 a un estimado de 2,66 TWh en 2009. La empresa está experimentando una disminución de la fiabilidad de las Centrales de generación eléctrica envejecidas. 
El crecimiento de PIB de Senegal estuvo obstaculizado en 2007 por apagones eléctricos frecuentes, lo que causó una ralentización económica y en las actividades productivas. El índice de crecimiento del PIB bajó a 2.1 % en 2006 del 5.5 % en 2005. Según informes locales, los cortes de electricidad han propiciado el cierre de muchas pequeñas y medianas empresas (pymes) dedicadas al procesado de alimentos, textil y sectores de turismo. Las compañías más grandes están informando sobre disminuciones de producción que rondan el 30 %.

### Desarrollo futuro
Senegal se ha comprometido a pasar de una generación de energía basada en el diesel a fuentes de energía más baratas. Por ello, Senegal toma como una opción la tecnología de carbón. La reciente licitación para construir y operar una central de 125 MW, Central eléctrica de Sendou alimentada con carbón, fue adjudicada a un consorcio de empresas encabezadas por el operador sueco Nykomb Synergetics. Además, el Senegal ha iniciado un gran esfuerzo para producir cantidades importantes debiocombustibles, inicialmente para hacer funcionar centrales eléctricas, y tiene un proyecto piloto que utiliza etanol a partir de la caña de azúcar.